# Fuentes de Oñoro
Fuentes de Oñoro ist eine Gemeinde in der Provinz Salamanca der Autonomen Gemeinschaft Kastilien und León in Spanien. Gemeinsam mit der portugiesischen Nachbarstadt Vilar Formoso ist die Gemeinde besonders als Grenzort zu Portugal bekannt.
Durch die Stadt verlaufen sowohl die Eisenbahnstrecke Pampilhosa–Guarda–Salamanca (auf portugiesischer Seite Linha da Beira Alta) als auch die teils als Autobahn ausgebaute Europastraße E80.
1811 besiegte eine britisch-portugiesische Armee unter Arthur Wellesley, 1. Duke of Wellington eine französische Armee unter Führung des Marschalls André Masséna. Diese Schlacht wurde als Schlacht bei Fuentes de Oñoro bekannt.
Einer der wenigen bekannten Einwohner von Fuentes de Oñoro ist der Journalist und Viehzüchter Alfonso Navalón Grande.